# Goundo Gassama
Goundo Gassama Cissokho (Granollers, 23 de marzo de 2006) es una jugadora española de balonmano que actúa como guardameta en el KH-7 BM Granollers de la Liga Guerreras Iberdrola y en las categorías inferiores de la selección española, con la que se proclamó campeona mundial juvenil en 2024.

## Trayectoria
Gassama se formó en la cantera del Club Balonmano Granollers, institución con la que firmó su primer contrato profesional y debutó en la Liga Guerreras Iberdrola durante la temporada 2023-24. Con el conjunto español disputó la EHF European Cup, acumulando experiencia continental.

### Clubes
Desde su ascenso al primer equipo, la guardameta vallesana ha alternado titularidad y minutos de calidad con Marta Mera, destacando por su explosividad bajo palos y un porcentaje de paradas cercano al 30% en su primera gran competición internacional juvenil.

#### Trayectoria de clubes
- 2023 – presente:  KH-7 BM Granollers

### Selección
Con la selección juvenil fue campeona del European Championship Sub-17 en 2023 y pieza clave del histórico oro español en el Campeonato Mundial juvenil de 2024 celebrado en China, torneo en el que firmó 22 paradas decisivas en la fase de grupos. En 2025 fue subcampeona de Europa con la selección española júnior en el Campeonato de Europa de Montenegro.

## Premios y títulos

### Con la selección
- 1 × Medalla de Oro en el Campeonato Mundial juvenil (China, 2024)
- 1 × Medalla de Oro en el Europa Championship juvenil (Bakú, Azerbaiyán, 2023)[9]
- 1 x Medalla de Plata en el Campeonato Europeo Júnior (Montenegro, 2025)[10]

## Vida personal
Pertenece a una familia con amplia tradición balonmanística: es hermana menor de la pivote internacional Kaba Gassama y del extremo Mamadou Gassama. Su cuarto hermano, Sekou Gassama, es jugador de fútbol.